# Acacia modesta
Acacia modesta är en ärtväxtart som beskrevs av Nathaniel Wallich. Acacia modesta ingår i släktet akacior, och familjen ärtväxter. Inga underarter finns listade i Catalogue of Life.

## Bildgalleri

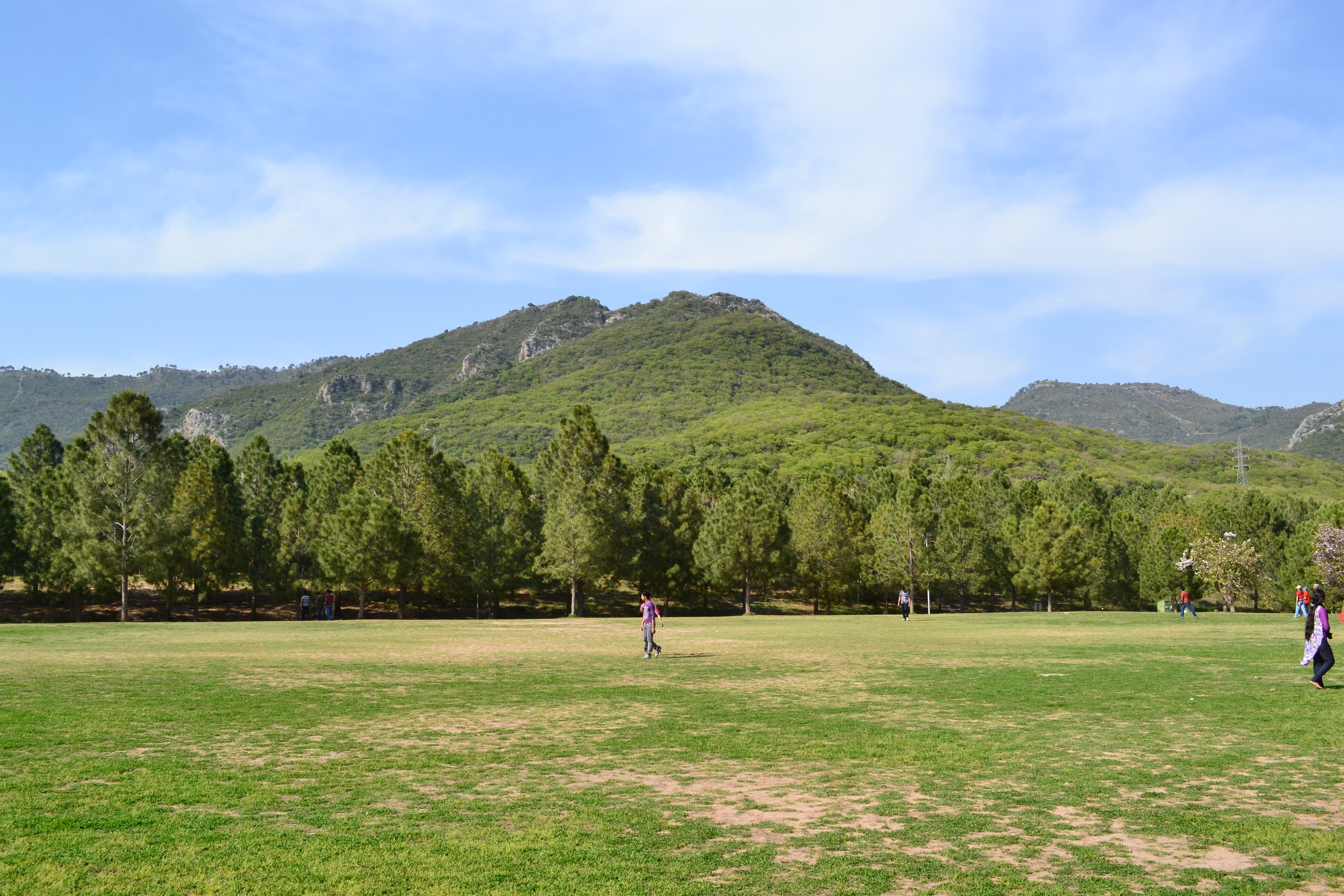
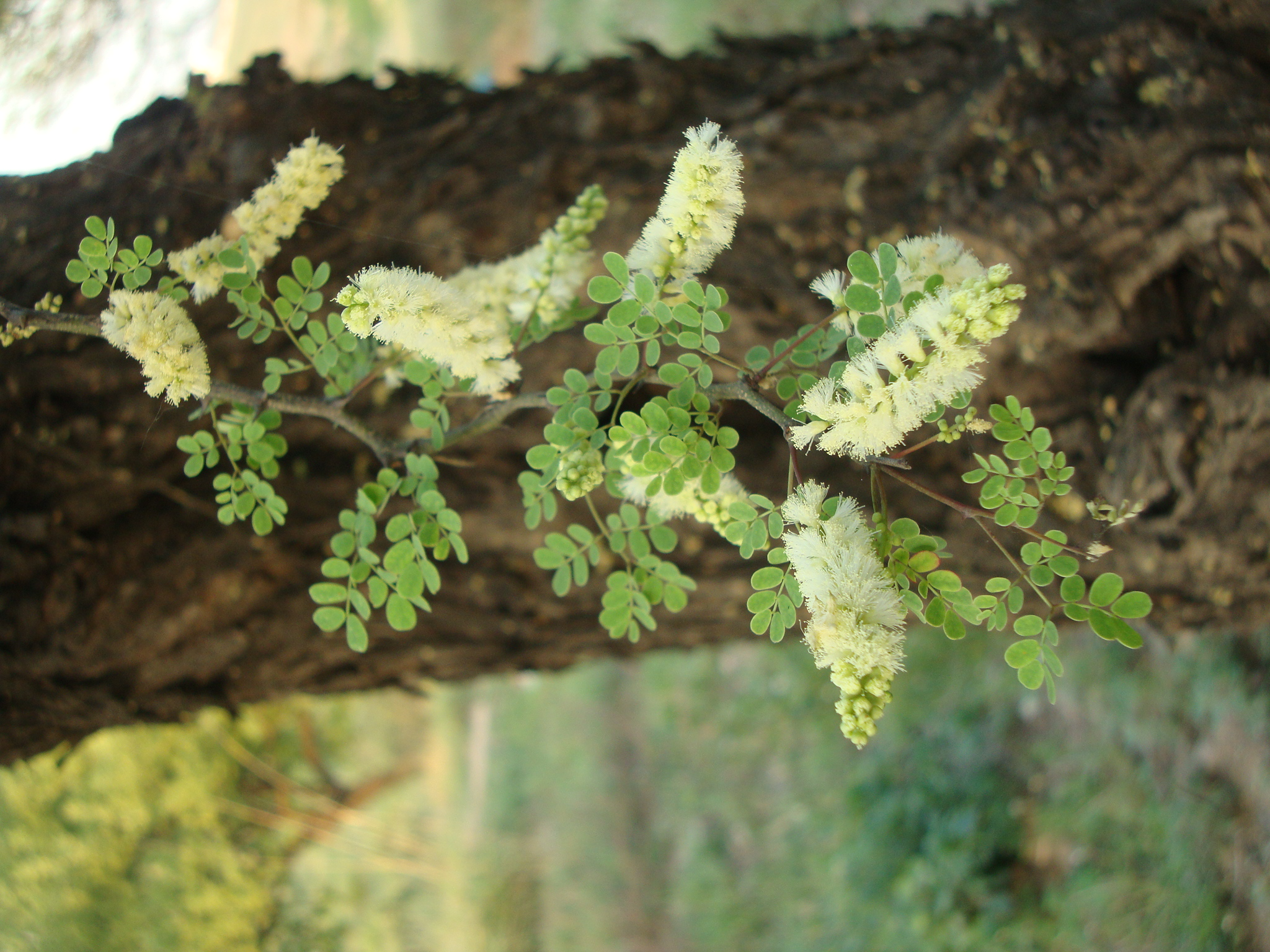